# Love Sux
Love Sux – siódmy studyjny album kanadyjskiej piosenkarki Avril Lavigne, który został wydany 25 lutego 2022 roku nakładem wytwórni Elektra oraz DTA. W celu promocji wydawnictwa zostały wydane dwa single „Bite Me” oraz „Love It When You Hate Me” z gościnnym udziałem amerykańskiego muzyka Blackbear. 
Album został opisany przez piosenkarkę w wywiadzie dla Entertainment Weekly jako „najbardziej alternatywna płyta, jaką nagrała od początku do końca”, dalej wyjaśniając: „większość moich albumów zawiera popowe piosenki, ballady i jest dość różnorodna. Ludzie, z którymi pracowałam, naprawdę mnie rozumieli i wywodzą się z tego gatunku muzyki”. Określiła nagranie albumu jako uczucie, jakby „powróciła do szkoły średniej, spotykając się z ludźmi, z którymi dorastała”.
W celu promocji albumu Lavigne planuje wyruszyć w trasę koncertową Love Sux Tour, pierwotnie zatytułowaną Bite Me Tour. Europejska część została zaplanowana na rok 2022, jednak  z powodu trwającej pandemii COVID-19 została przesunięta na 2023 rok.

## Lista utworów
| Nr  | Tytuł utworu                                    | Autorzy                                                   | Produkcja                        | Długość |
| --- | ----------------------------------------------- | --------------------------------------------------------- | -------------------------------- | ------- |
| 1.  | „Cannonball”                                    | Avril Lavigne, Derek Smith, John Feldmann                 |                                  | 2:18    |
| 2.  | „Bois Lie” (featuring Machine Gun Kelly)        | Lavigne, Colson Baker, Smith, Feldmann                    |                                  | 2:43    |
| 3.  | „Bite Me”                                       | Lavigne, Smith, Feldmann, Christopher Comstock, Omer Fedi | Feldmann, Mod Sun, Travis Barker | 2:39    |
| 4.  | „Love It When You Hate Me” (feauring Blackbear) | Lavigne, Matthew Musto, Smith, Feldmann                   | Feldmann, Mod Sun, Barker        | 2:25    |
| 5.  | „Love Sux”                                      | Lavigne, Smith, Feldmann                                  |                                  | 2:48    |
| 6.  | „Kiss Me like the World Is Ending”              | Lavigne, Smith, Feldmann                                  |                                  | 2:50    |
| 7.  | „Avalanche”                                     | Lavigne, Smith, Feldmann                                  |                                  | 3:39    |
| 8.  | „Déjà vu”                                       | Lavigne, Smith, Feldmann                                  |                                  | 3:23    |
| 9.  | „F.U.”                                          | Lavigne, Nick Long, Barker                                |                                  | 2:47    |
| 10. | „All I Wanted”                                  | Lavigne, Hoppus, Smith, Feldmann                          |                                  | 2:32    |
| 11. | „Dare to Love Me”                               | Lavigne                                                   |                                  | 3:34    |
| 12. | „Break of a Heartache”                          | Lavigne                                                   |                                  | 1:51    |
|     |                                                 |                                                           |                                  | 33:29   |

## Notowania
| Lista przebojów (2022)            | Najwyższa pozycja |
| --------------------------------- | ----------------- |
| Australia (ARIA Charts)           | 3                 |
| Austria (Ö3 Austria Top 40)       | 3                 |
| Belgia (Ultratop Flandria)        | 10                |
| Belgia (Ultratop Walonia)         | 9                 |
| Czechy (ČNS IFPI)                 | 36                |
| Francja (SNEP Walonia)            | 70                |
| Hiszpania (PROMUSICAE)            | 14                |
| Holandia (MegaCharts)             | 23                |
| Irlandia (IRMA)                   | 19                |
| Japonia (Oricon)                  | 7                 |
| Kanada (Canadian Hot 100)         | 3                 |
| Niemcy (Media Control Charts)     | 6                 |
| Nowa Zelandia (Recorded Music NZ) | 19                |
| Polska (OLiS)                     | 29                |
| Portugalia (AFP)                  | 13                |
| Stany Zjednoczone (Billboard 200) | 9                 |
| Szwajcaria (Alben Top 100)        | 7                 |
| Węgry (MAHASZ)                    | 7                 |
| Wielka Brytania (OCC)             | 3                 |
| Włochy (FIMI)                     | 22                |